# Katja Roose
Katja Roose (Flesinga, 27 de marzo de 1981) es una deportista neerlandesa que compitió en vela en la clase Formula Kite.
Ganó una medalla de plata en el Campeonato Mundial de Formula Kite de 2011 y una medalla de bronce en el Campeonato Europeo de Formula Kite de 2012.

## Palmarés internacional
| \| Campeonato Mundial \| Campeonato Mundial \| Campeonato Mundial \| Campeonato Mundial \| \| Año \| Lugar \| Medalla \| Clase \| \| ------------------ \| --------------------- \| ------------------ \| ------------------ \| \| 2011 \| Westerland (Alemania) \| Medalla de plata \| Formula Kite \| \| Campeonato Europeo \| \| \| \| \| Año \| Lugar \| Medalla \| Clase \| \| 2012 \| La Baule (Francia) \| Medalla de bronce \| Formula Kite \| |                       |                   |              |
| Campeonato Mundial |                       |                   |              |
| Año | Lugar                 | Medalla           | Clase        |
| 2011 | Westerland (Alemania) | Medalla de plata  | Formula Kite |
| Campeonato Europeo |                       |                   |              |
| Año | Lugar                 | Medalla           | Clase        |
| 2012 | La Baule (Francia)    | Medalla de bronce | Formula Kite |